# Bunjevci

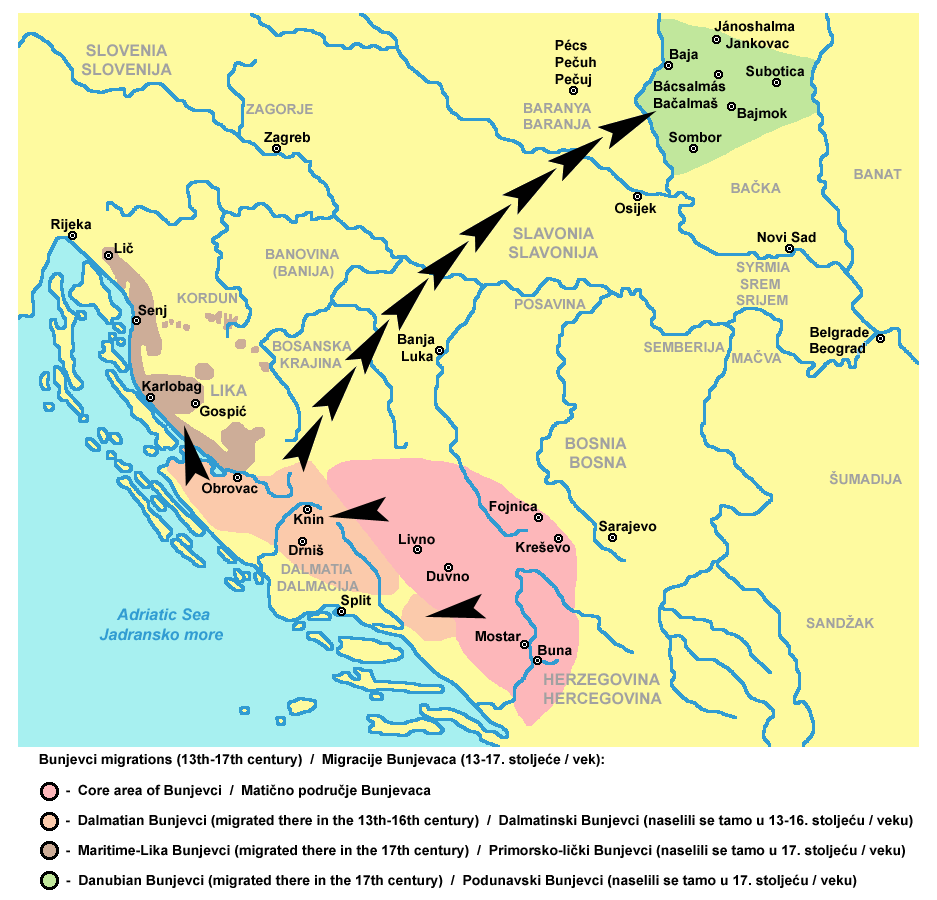

Bunjevci är en slavisk folkgrupp som lever främst i östra Kroatien (Slavonien), norra Serbien (Vojvodina) och södra Ungern.
Bunjevci ska inte förväxlas med de närbesläktade šokci i samma område, som även de är romerska katoliker och ursprungligen av kroatisk börd.

## Historik
Bunjevci är av kroatisk börd och invandrade till de pannoniska slätterna under medeltiden från Hercegovina och Dalmatien och skapade en säregen kultur, även om de stora dragen återfinns även hos både serber och kroater.
Idag[när?] räknar sig dock de flesta bunjevci som kroater oavsett om de bor i Kroatien, Serbien eller Ungern. Precis som många andra kroater är bunjevci romerska katoliker.

## Dialekt
Bunjevci talar en egen dialekt, ikaviska, som skiljer sig från den som kroaterna och serberna i samma områden talar.

## Övrigt
Några kända bunjevci är Josip Jelačić (ban, politiker och general), Zvonko Bogdan (sångare) och Goran Bunjevčević (fotbollsspelare).